# Pfarrhaus (Pähl)

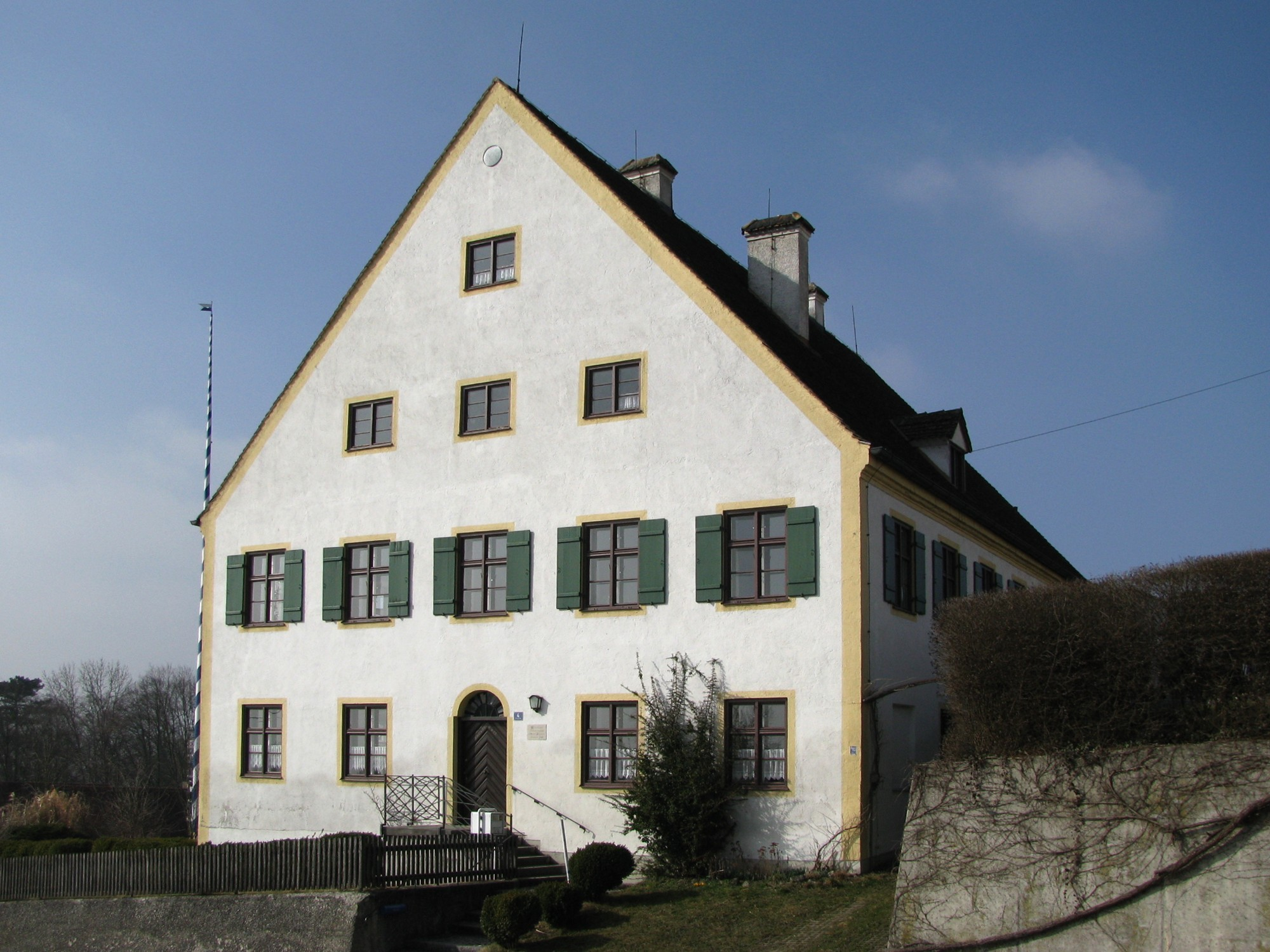
Pfarrhaus in Pähl

Das katholische Pfarrhaus in Pähl, einer Gemeinde im oberbayerischen Landkreis Weilheim-Schongau, wurde um 1722/23 errichtet. Das Pfarrhaus an der Kirchstraße 2, direkt neben der Pfarrkirche St. Laurentius, ist ein geschütztes Baudenkmal.
Der zweigeschossige verputzte Giebelbau mit steilem Satteldach wurde wohl von Joseph Schmuzer errichtet. Er besitzt fünf zu sechs Fensterachsen. Im Obergeschoss haben sich Stuckaturen erhalten, die Thassilo Zöpf zugeschrieben und um 1765/70 datiert werden.
Der dazugehörige Stadel ist ein erdgeschossiger Holzständerbau mit Satteldach und Kranausleger aus der gleichen Zeit.